# آب‌نبات سفت
آب‌نبات سفت (به انگلیسی آمریکایی: Hard candy)، یا آب‌نبات جوشیده (به انگلیسی بریتانیایی: boiled sweet) نوعی آب‌نبات شکری است که از یک یا چند شیره شکری تهیه می‌شود و تا دمای ۱۶۰ درجه سانتیگراد (۳۲۰ درجه فارنهایت) گرم می‌شود تا آب‌نبات شود. در میان انواع مختلف آب‌نبات‌های سفت، آب‌نبات‌های چوبی مانند آب‌نبات عصایی، آب‌نبات چوبی، آب‌نبات سنگی، آب‌نبات بادیان رومی پیچ‌دار و آب‌نبات کامبره وجود دارد.
بیشتر آب‌نبات‌های سفت تقریباً ۱۰۰٪ وزنشان شکر است و مقدار بسیار کمی از مواد دیگر برای رنگ یا طعم به آنها اضافه می‌شود و مقدار آب موجود در محصول نهایی ناچیز است. دستور پخت آب‌نبات‌های سفت ممکن است از شربت‌های ساکارز، گلوکز، فروکتوز یا سایر قندها استفاده کند. نسخه‌های بدون قند نیز ساخته شده‌اند.

## تهیه

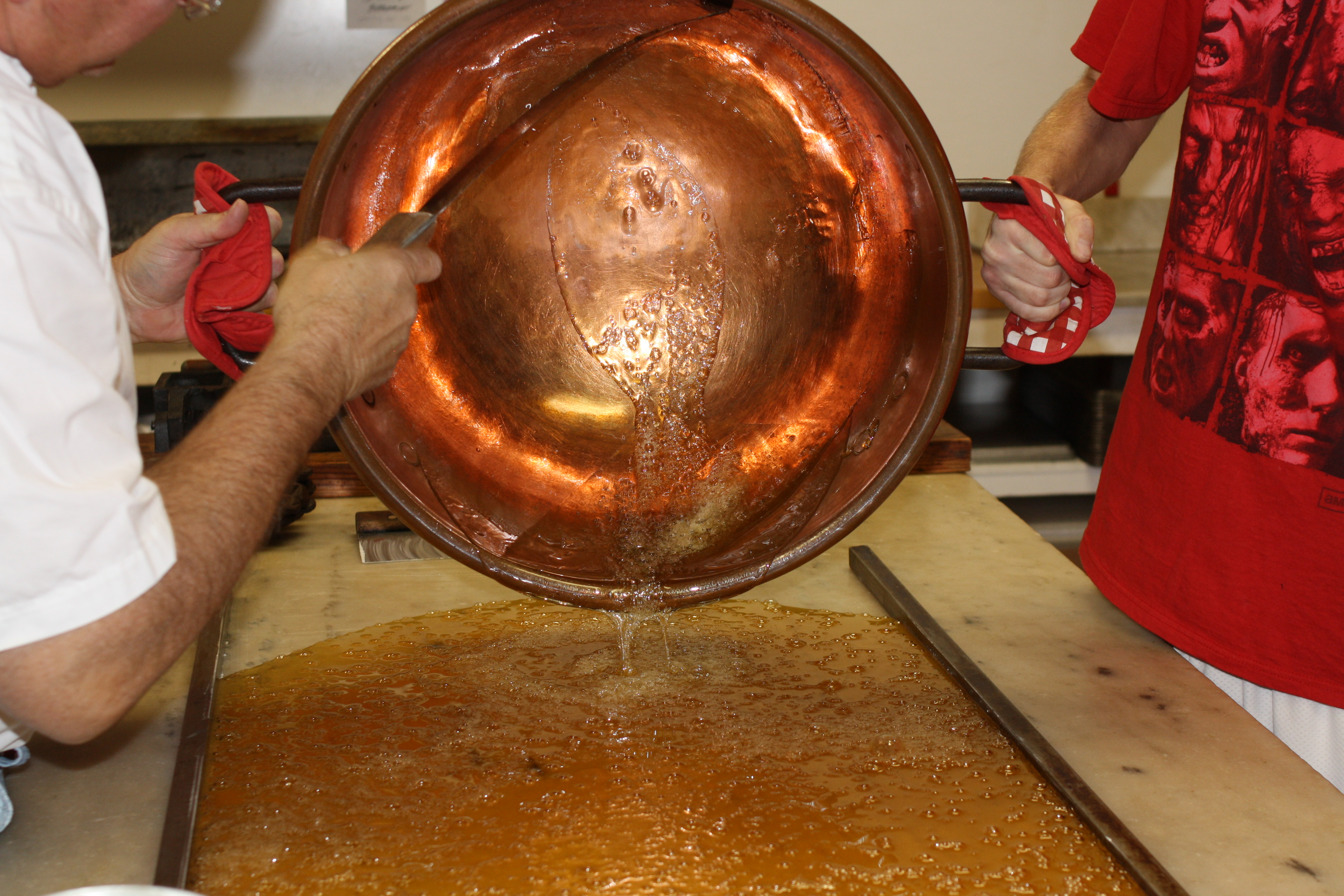
شیره گرم‌شده روی میز خنک‌کننده ریخته می‌شود

در دستور پخت‌های آب‌نبات سفت از شیره‌هایی مانند ساکارز، گلوکز یا فروکتوز استفاده می‌شود. این شیره تا دمای خاصی گرم می‌شود، در این نقطه، سازنده آب‌نبات آن را از منبع گرما خارج می‌کند و ممکن است سیتریک اسید، رنگ خوراکی و مقداری طعم‌دهنده مانند عصاره گیاه، روغن ضروری یا اسانس اضافه کند. مخلوط شیره که اکنون بسیار غلیظ است، می‌تواند برای خنک شدن در قالب یا سینی ریخته شود، یا در صورت تولید انبوه صنعتی، روی میز خنک‌کننده قرار گیرد. وقتی شیره به اندازه کافی خنک شد که بتوان آن را در دست گرفت، می‌توان آن را تا کرد، لوله کرد یا به شکل‌های دلخواه قالب زد. پس از خنک شدن شربت جوشیده، به آن آب‌نبات سفت می‌گویند، زیرا با نزدیک شدن به دمای اتاق سفت و شکننده می‌شود.

## شیمی
از نظر شیمیایی، آب‌نبات‌های شکری به طور کلی به دو گروه تقسیم می‌شوند: آب‌نبات‌های بلوری و آب‌نبات‌های آمورفی. آب‌نبات‌های بلوری به سختی بلورهای انواع معدنی نیستند، اما نام و بافت آنها از ساختار قندی میکروسکوپی آنها گرفته شده است که از طریق فرآیند تبلور تشکیل شده و باعث می‌شود گاز زدن یا برش دادن آنها آسان باشد. آب‌نبات‌های آمورفی ساختار بلوری نامنظمی دارند. آب‌نبات‌های سخت، آب‌نبات‌های غیر بلوری و آمورف هستند که حاوی حدود ۹۸٪ (یا بیشتر) قند جامد هستند.

## استفاده دارویی
آب‌نبات‌های سفت از نظر تاریخی با قرص‌های گلو مرتبط هستند. انتشار طولانی‌مدت طعم آب‌نبات‌های قرصی شکل، که منعکس‌کننده خواص قرص‌های سرفه مدرن است، مدت‌ها مورد توجّه بوده است. بسیاری از عطاری‌ها از آب‌نبات‌های شکری برای خوش‌طعم‌تر کردن نسخه‌های خود برای مشتریانشان استفاده می‌کردند. همچنین افرادی که دچار افت قند خون هستند، برای افزایش سریع سطح قند خون پایین خود که در صورت عدم درمان، گاهی اوقات می‌تواند منجر به غش و سایر عوارض جسمی شود، از آنها استفاده می‌کنند و به عنوان بخشی از مدیریت دیابت استفاده می‌شوند.

## بدون قند
آب‌نبات‌های سفت و قرص‌های مکیدنی گلو که بدون شکر تهیه می‌شوند، از ایزومالت به عنوان جایگزین شکر استفاده می‌کنند و با افزودن شیرین‌کننده‌های مصنوعی مانند آسپارتام، سوکرالوز، ساخارین یا یک الکل قند مانند زایلیتول، شیرین‌تر می‌شوند.

## در ژاپن
آب‌نبات‌های سفت ژاپنی به عنوان بِکو آمه (鼈甲飴، به معنای آب‌نبات لاک‌پشتی) شناخته می‌شوند. افسانه‌های رایج در مورد یوکای کوچیساکه-اونا می‌گویند که می‌توان با بِکو آمه حواس او را پرت کرد و از او فرار کرد.

## همچنین ببینید
- قنادی (حرفه)
- خوشبو کننده دهان